# Alano español
El alano español es un 
perro de tipo molosoide, eumétrico, de perfil subconvexo en la línea dorsolumbar, sublongilíneo, armónico y rústico. Es un animal eminentemente funcional, de estructura corredora, dotado de gran agilidad, velocidad y resistencia, de movimientos elásticos que recuerdan a los de un felino. Braquicéfalo en su mínima expresión, con cabeza de aspecto rectangular (nunca cilíndrica ni globosa) cráneo ancho y fuerte y depresión naso-frontal claramente marcada sin ser brusca como en el Bóxer; hocico corto, romo, ancho y profundo. Sus orígenes son muy antiguos. Al mezclarse se crean otras razas como el alano de vautre (agarre) en Francia, el antiguo bulldog en Inglaterra, el extinto bullenbeisser en Alemania el dogo argentino en Argentina o el cimarrón uruguayo en Uruguay. 

## Características
- El alano español fue reconocido en 2004 como raza por la Real Sociedad Canina de España.

- El alano español es un perro de tamaño medio grande y de tipo lebrel de presa, con una cabeza grande y fuerte. Los machos no deben ser menores de 60 centímetros en la cruz, y deberán pesar de 35 a 40 kilogramos, las hembras son algo más pequeñas.

- El pelaje es corto y grueso, y es con frecuencia atigrado, rojo, negro y atigrado, pinto o berrendo. La cara puede tener una máscara negra.

- El hocico es moderadamente corto, con la mandíbula inferior ligeramente cóncava, y tiene una nariz ancha muy grande de color negro. Las orejas son de inserción alta y pueden caer. La piel es muy gruesa.

## Temperamento
Al ser un perro de caza, tiende a ser inquieto con todo aquello que se mueva a su alrededor, pero lejos de lo que pueda parecer, es un perro tranquilo, noble, fiel a su dueño, valiente y seguro.

## Funciones
Moloso ligero de presa y corredor. La funcionalidad tradicional es la caza mayor, como perro de diente para el alcance y la sujeción de ciervos y jabalíes.

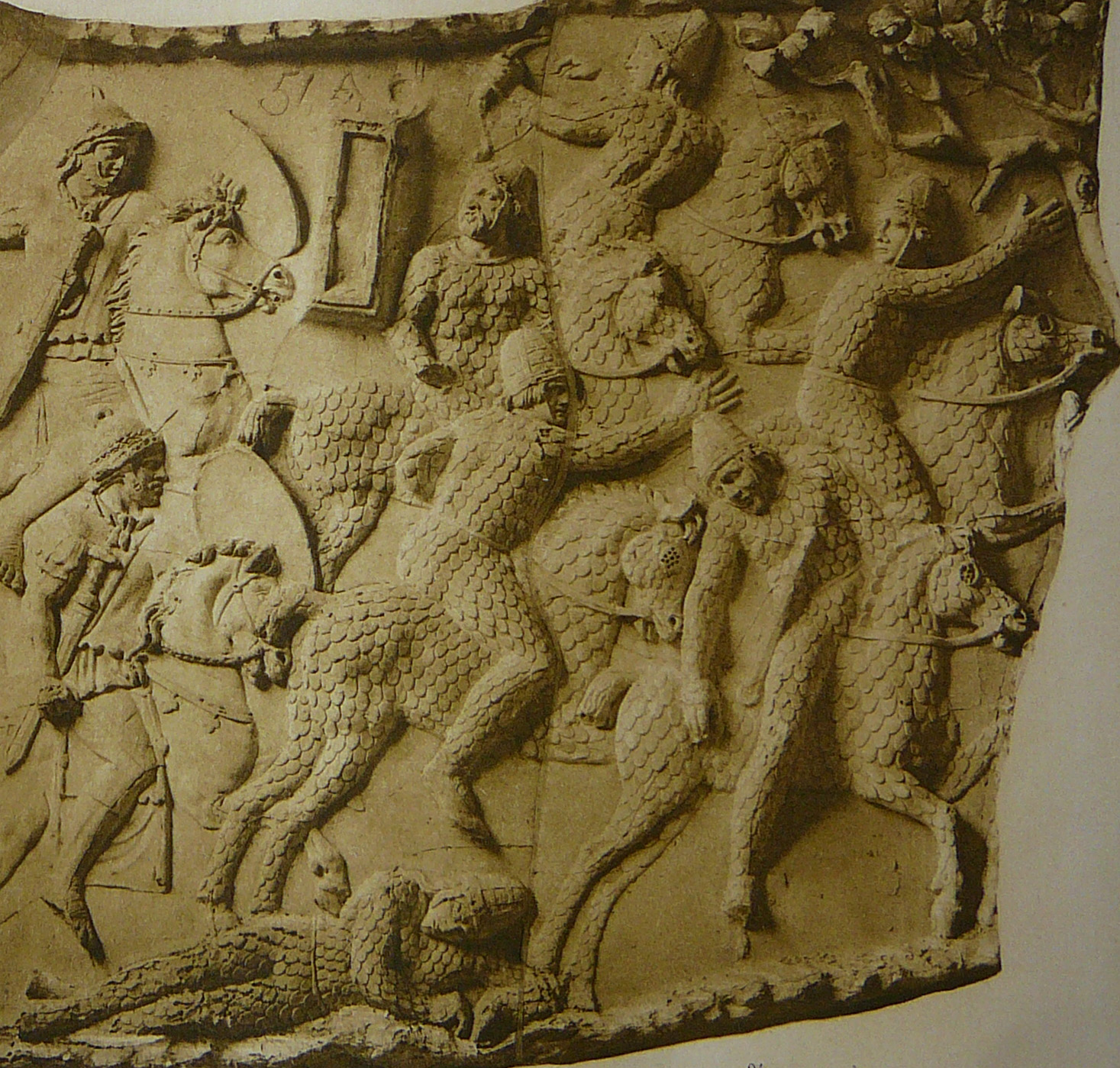
Guerreros sármatas.

## Historia
Algunos autores consideran que el alano español desciende del antiguo perro llamado alaunt que utilizaban los alanos tanto para la guerra como para el manejo de ganado vacuno, tumbando toros como buen can de agarre, desde la época del Imperio sármata en Asia central, en el siglo I de nuestra era.
La existencia de perros alanos en España data de hace varios siglos, aunque no está muy claro cuál fue su origen. Algunos creen que esta raza de moloso fue extendida por Europa por los alanos en el siglo IV y que fue llevada a la península ibérica y al norte de África por los vándalos en el siglo V.

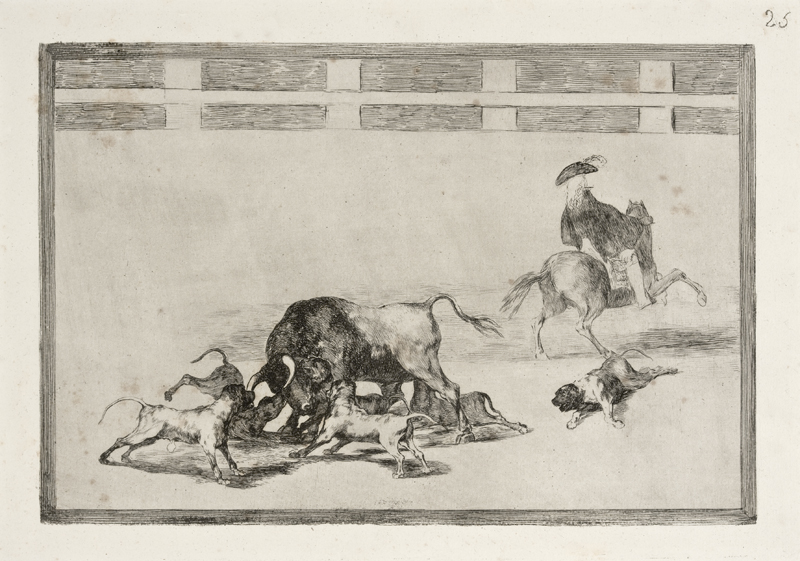
Grabado de Francisco de Goya en que muestra cómo perros tipo presa derriban toros.

En 1350 el rey Alfonso XI publica su Libro de la montería, y en el siglo XV se publica el Tratado de la montería, anónimo, en el cual se realiza una profunda descripción somática del perro. Cuando se hablaba de perro alano, todos sabían que se trataba de un presa corredor que para justificar su nombre debía reunir determinadas características: con cabeza fuerte, de proporciones longuilíneas, grupa derribada o escurrida y buenos huesos. También su carácter quedaba claramente definido por su función de perro de agarre; «no tomando por hambre ni por premio, sino por naturaleza derecha que le dio Dios» (hoy lo llamamos instinto de presa). De lo que no cabe duda es de que estos perros estaban muy extendidos, como lo prueba su aparición en pinturas, por ejemplo los alanos que plasma Velázquez en La caza del jabalí de Felipe IV (la Tela real), que se encuentra en la National Gallery de Londres, los de Goya en su Captura de un toro o los de un grabado del romántico francés Blanchard. Asimismo son llamados por Cervantes y Lope de Vega «alanos de los tercios».

## Llegada a España
Se cree, según la hipótesis más probable, que llegaron a la península ibérica acompañando al pueblo alano, poco después de la caída del Imperio romano, sobre el siglo V. Se trataba de ejemplares robustos y primitivos, los alanos utilizados principalmente para la guerra, la caza y la ganadería. Más tarde, sus inmejorables cualidades psicofísicas (robustez, valentía y lealtad) hacen que el alano juegue un notabilísimo papel como miembro de los ejércitos españoles, especialmente durante la conquista del continente americano. Las primeras referencias escritas sobre el alano aparecen en el Medioevo, de la mano de Gonzalo de Berceo, en 1247. Datos más completos los encontramos en 1347, en el libro de la montería, de don Alfonso XI El justiciero. Otras menciones de importancia sobre el alano dignas de mención se producen en Utrera en 1603, por parte de fray Francisco de Tamayo.

## Conquista de América
En la conquista del Nuevo Mundo desempeñaron un papel fundamental los perros de presa, que era un uso desconocido por los indígenas. Éstos, sumados a los caballos, armaduras, arcos, ballestas y arcabuces contribuyeron al triunfo. Fueron el terror de los nativos. Así, los relatos de la época no escatimaban descripciones impresionantes como las siguientes:

El fraile Bernardino de Sahagún refiere testimonios de indios atacados por «perros enormes, con orejas cortadas, ojos de fiera de color amarillo inyectados en sangre, enormes bocas, lenguas colgantes y dientes en forma de cuchillos, salvajes como el demonio y manchados como los jaguares». La descripción tiene un inevitable tono de admiración y temor; no olvidemos que en la época precolombina (antes del arribo de los conquistadores) los indios poseían perros de pequeña talla y cuerpo menudo. De esta suerte, los indígenas denominaron a los canes de los españoles una «diabólica invención».

De Bartolomé Colón, hermano del descubridor y adelantado y gobernador de La Española, dicen las crónicas que empleó doscientos hombres, veinte caballos y veinte alanos; fue el debut de los alanos en la Conquista de América.

## Valentía
El alano es avalado principalmente por su enorme valentía, haciéndose especial mención a la hora de enfrentarse con el jabalí, despreciando incluso su propia vida. Durante estos siglos sus funciones han variado poco: perro de caza mayor y guardería. Es en el siglo XVIII cuando aparecen los primeros testimonios escritos del alano, sobre su participación en la fiesta del toro bravo.
Sus cualidades traspasarán las fronteras españolas, y llegarán a ser muy significativas las exportaciones, tanto al continente americano como a países de Europa, como Francia, Inglaterra o Alemania, con el fin de mejorar sus propias razas, especialmente el bulldog inglés y el dogo de Burdeos. Incluso la prensa internacional se hace eco de sus características, tal y como ocurrió en 1873 en la prensa británica, donde se describe minuciosamente a un ejemplar de presa español (alano) llamado Toro, diciendo así: «...luchando sujeta a su adversario únicamente por la cabeza, es silencioso e inmune al dolor...».

## Declive
A finales del siglo XIX o principios del XX, comienza el declive del alano, motivado por múltiples factores: exclusión de los ejércitos, cambios en la tradición de la montería y la actividad ganadera, exclusión definitiva de la fiesta y costumbre del toro (1880). Esto produjo la sustitución progresiva de los alanos por otras razas importadas, en la mayor de las veces de una manera injustificada. Años después, se llega incluso a especular sobre la posible desaparición de los alanos, puesto que su última aparición pública se produce en Madrid en el año 1963 (exposición en el parque del Retiro). Pero no habían desaparecido: quedaron algunos resquicios poblacionales en determinadas áreas marginales, de difícil acceso, como son ciertos montes de Cantabria, País Vasco, Castilla (Burgos, Salamanca, etc.) Dichos resquicios de población lograron sobrevivir gracias a sus cualidades funcionales, puesto que para los ganaderos y cazadores de la zona, ajenos a toda moda y con un envidiable sentido del pragmatismo, sencillamente no había un animal mejor para esos cometidos que el alano.
Hoy en día, y gracias a la excelente labor de recuperación de algunos profesionales y estamentos públicos, el alano prácticamente se mantiene inalterado. Se trata de un perro lebrel de presa medio, fuerte, ágil y muy serio. Especialmente dotado para la caza mayor. Poco ladrador por naturaleza, muy resistente tanto al dolor como a las enfermedades, suele mostrarse receloso y desconfiado con los extraños y sumiso y muy cariñoso con su dueño y familia.
El alano es un animal lento en su desarrollo, alcanza su madurez física y psíquica, sobre los dos años. A partir de ese momento nos encontraremos con un animal poderoso, decidido y muy noble. Como se trata de un perro seleccionado primordialmente por su predisposición al trabajo.

## Canes célebres
- Becerrillo, cuyo amo era Juan Ponce de León, combatió a los caribes, este perro era de color bermellón, de gran talla e inteligencia, reconocía a los indígenas dóciles, mientras que con los belicosos era implacable. Murió víctima de una flecha envenenada.[4][5]

Vasco Nuñez de Balboa aperreó al cacique Torecha y a cincuenta putos que halló allí, echaba a todo vicioso a los alanos, pensando que los justicieros mordían a los pecadores.

De estos perros que emplean en los combates se refieren cosas maravillosas: se tiran a los indígenas armados lo mismo que a fugaces ciervos o jabalíes cuando se los azuza. Acaeció a veces no ser necesario usar las espadas, flechas ni otros dardos para derrotar a los enemigos que salían al encuentro, pues en haciéndoles señal y soltando los perros que iban delante del escuadrón, aterrorizados por la torva mirada y los inauditos ladridos de los perros, vacilaban y abandonaban la pelea y las filas, asombrados de la prodigiosa invención.

- Leoncico, hijo de Becerrillo, acompañó a su amo, Vasco Núñez de Balboa, en un gran número de batallas. Fue el primer perro europeo en ver el mar del Sur, que era el nombre que recibía el océano Pacífico durante las primeras exploraciones españolas.

Como consecuencia de la continuada intervención de Leoncico en las campañas promovidas por Núñez de Balboa, una serie de mitos y leyendas surgieron sobre la figura de este perro. La mayoría de estas se encontraban apoyadas por los escritos de los cronistas españoles, en los que se afirmaba que los dientes del animal habían adquirido un color rojo de tantos nativos a los que matara y que en casi todas las contiendas acababa con la vida de más indígenas que cualquier soldado del ejército.

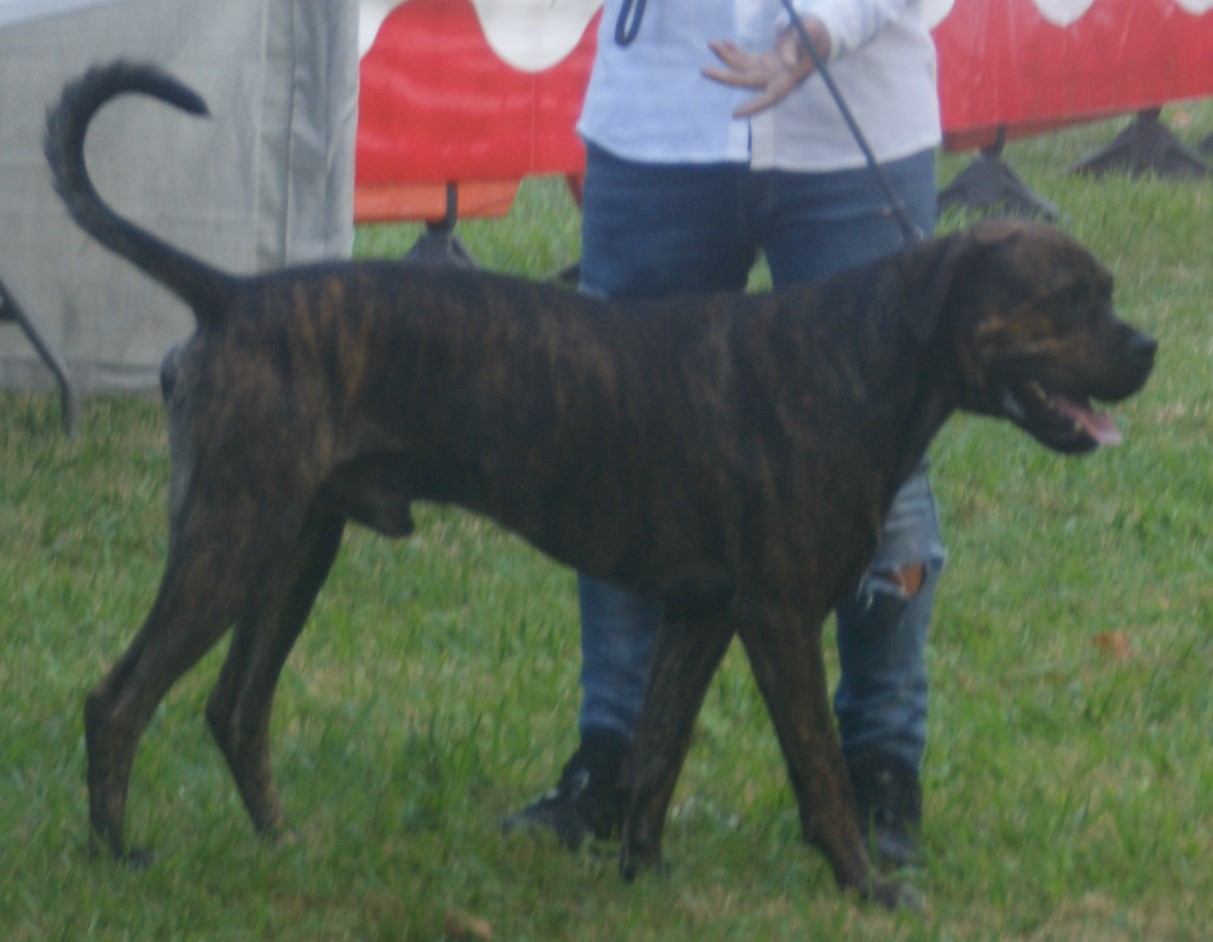
Alano español.

## Estado actual de la raza
En 1880 queda prohibida la suerte de «perros al toro» y por este motivo las plazas de toros dejaron de mantener perros. Por otra parte, al dejar de practicarse «caza en ronda», se pasa a organizar de otro modo las monterías de manera que ya no es interesante que las reses caigan agarradas por los perros, sino que lleguen a los puestos donde está apostado el montero, quien es el que paga el entretenimiento. Por estas circunstancias las rehalas se deshicieron de los alanos que tenían.
Antaño un perro era útil si realizaba alguna tarea, el alano español «dejó de tener trabajo» tras la selección de razas de ganado vacuno más dóciles, así esta raza retrocedió a una velocidad vertiginosa hasta su casi completa extinción. Afortunadamente, unos pocos individuos permanecieron en la comarca de las Encartaciones y Valle de Mena ligados a los trabajos ganaderos que exigía la ya también escasa población de bovinos de raza monchina. Estos pocos ejemplares fueron los utilizados en los años ochenta para la recuperación de la raza que hoy vuelve a contar con una extensa población distribuida por todo el territorio español.
En Ricote (Murcia) existe un criadero de alanos y teckels de renombre, que recupera y mantiene las razas atendiendo a criterios de salubridad, carácter, funcionalidad y morfología.